# Who Says I Can't Ride a Rainbow?
Pour les articles homonymes, voir Who Says.
Pour plus de détails, voir Fiche technique et Distribution.
Who Says I Can't Ride a Rainbow? est un film américain réalisé par Edward Andrew Mann, sorti en 1971.

## Fiche technique
- Titre : Who Says I Can't Ride a Rainbow?
- Réalisateur : Edward Andrew Mann
- Scénaristes : Edward Andrew Mann et Daniel Hauer
- Producteurs : Amin Q. Chaudhri et Jerry Hammer
- Musique : Bobby Scott
- Format : Couleur (Deluxe) - Son : mono - 35 mm
- Pays de production :  États-Unis
- Durée : 85 minutes
- Date de sortie : États-Unis : 18 novembre 1971 (Première à New York)

## Distribution
- Jack Klugman : Barney
- Norma French : Mary Lee
- Reuben Figueroa : Angel
- David Mann : David
- Kevin Riou : Kevin
- Val Avery : Le Marshal
- Morgan Freeman : Afro
- Skitch Henderson : lui-même
- Heather MacRae : elle-même
- Otis Stephens : Otis